# Episodi di Bridgerton (seconda stagione)
La seconda stagione della serie televisiva Bridgerton, composta da otto episodi, è stata distribuita da Netflix il 25 marzo 2022.
| n. | Titolo originale          | Titolo italiano              | Pubblicazione USA | Pubblicazione Italia |
| -- | ------------------------- | ---------------------------- | ----------------- | -------------------- |
| 1  | Capital R Rake            | Libertino con la L maiuscola | 25 marzo 2022     | 25 marzo 2022        |
| 2  | Off To The Races          | Questo è solo l'inizio       | 25 marzo 2022     | 25 marzo 2022        |
| 3  | A Bee in Your Bonnet      | Ossessione                   | 25 marzo 2022     | 25 marzo 2022        |
| 4  | Victory                   | Vittoria                     | 25 marzo 2022     | 25 marzo 2022        |
| 5  | An Unthinkable Fate       | Un misero destino            | 25 marzo 2022     | 25 marzo 2022        |
| 6  | The Choice                | La scelta                    | 25 marzo 2022     | 25 marzo 2022        |
| 7  | Harmony                   | Armonia                      | 25 marzo 2022     | 25 marzo 2022        |
| 8  | The Viscount Who Loved Me | Il visconte che mi amava     | 25 marzo 2022     | 25 marzo 2022        |

## Libertino con la L maiuscola
- Titolo originale: Capital R Rake
- Diretto da: Tricia Brock
- Scritto da: Chris Van Dusen

### Trama
La nuova stagione sta per iniziare e tutti hanno le loro piccole o grandi preoccupazioni: la Regina è preoccupata per il silenzio di Lady Whistledown, Penelope manda avanti la sua doppia vita, Eloise è terrorizzata dalla presentazione a Corte; la famiglia di Penelope, sul lastrico, sta aspettando il nuovo Lord Featherington per capire quali intenzioni ha verso le sue cugine e verso la dote di Philippa, che dovrebbe sposarsi con Mister Finch, Anthony ha finalmente deciso di prendere moglie per assolvere ai suoi doveri verso il suo titolo nobiliare, ossia assicurarsi un erede per il casato. Una mattina durante una cavalcata conosce una giovane donna, Miss Kate Sharma. Lei si trova a Londra ospite di Lady Danbury insieme alla matrigna, Lady Mary, e alla sorellastra Edwina, a entrambe le quali è molto affezionata. Lady Mary si è resa in passato protagonista di uno scandalo: di nobili natali, ha scelto di fuggire in India con un modesto impiegato, scegliendo l'amore a un matrimonio combinato. Kate non è interessata a cercare marito, anche perché a 26 anni è considerata una zitella, ma ha tutta l'intenzione di far sposare "bene" Edwina, che viene nominata dalla Regina il Diamante della stagione, cosa che attira su di lei l'attenzione di moltissimi giovanotti, incluso Anthony. Kate non vuole che il visconte corteggi Edwina perché sa che lui vuole solo una fattrice e ha sentito dire che ha fama di libertino. Lady Danbury scopre che Kate ha portato la sorella a Londra per uno scopo: i genitori di Lady Mary hanno posto una clausola sulla loro eredità in favore di Edwina: lei dovrà sposare un esponente della nobiltà, altrimenti rimarranno tutte senza un soldo. Kate non vuole che la sorella lo sappia perché si sposerebbe per dovere verso la famiglia col primo che capita. Il nuovo Lord Featherington giunge a Londra: è un giovane uomo, di aspetto gradevole e si mostra disposto a provvedere alle sue cugine povere.

## Questo è solo l'inizio
- Titolo originale: Off To The Races
- Diretto da: Tricia Brock
- Scritto da: Daniel Robinson

### Trama
Anthony vorrebbe corteggiare Edwina ma, anche se incontra l'opposizione di Kate, è deciso a non desistere. Colin torna a Londra dal suo Grand Tour tra la gioia di tutti, in particolare di Penelope, da sempre innamorata di lui. Alle corse, evento mondano, Anthony chiede a un amico di corteggiare Kate per distrarla mentre lui cerca di attrarre l'attenzione di Edwina; Kate, scoperto il maneggio, si altera con l'uomo e litigano. Eloise scopre chi è il tipografo di Lady Whistledown e si reca sul posto, conoscendo un garzone con cui ha uno scoppiettante scambio di opinioni; Philippa sposa Mr. Finch e Lady Featherington cerca di ingraziarsi il nuovo Lord Featherington perché ha altre due figlie da far sposare e scopre con sgomento che l'uomo ha intenzione di cercare moglie. Benedict desidera dar seguito alle sue aspirazioni artistiche e fa domanda per essere ammesso alla Royal Academy per studiare arte. Lady Danbury dà una soirée a cui invita i Bridgerton, escluso Anthony, che si presenta ugualmente e legge una poesia che cattura Edwina, lasciando Kate sconvolta dalla piega che stanno prendendo gli eventi. Penelope, al mercato per concludere i suoi affari come Lady Whistledown, incrocia per caso Madame Delacroix, mentre la Regina sta indagando per scoprire l'identità della misteriosa scrittrice.

## Ossessione
- Titolo originale: A Bee in Your Bonnet
- Diretto da: Alex Pillai
- Scritto da: Sarah L. Thompson

### Trama
I Bridgerton invitano le sorelle Sharma e Lady Danbury nella loro residenza di campagna ad Aubrey Hall, dove si svolge l'annuale partita di famiglia di pall mall. Il racconto è inframmezzato da dei flashback che mostrano come Edmund Bridgerton, il padre di Anthony, sia morto tra le braccia del figlio in seguito allo shock anafilattico causato dalla puntura di un'ape; in seguito alla morte improvvisa del padre, Anthony si ritroverà vessato dai nuovi e pressanti obblighi di nuovo visconte, nonché a dover gestire la disperazione della madre, peraltro incinta. Sarà proprio questa disperazione cieca a far decidere a Anthony di non innamorarsi mai di una persona in grado di poterlo far soffrire così tanto. Durante la partita, tutti si divertono molto e si instaura una sorta di complicità tra Anthony e Kate, che subirà due battute di arresto: una quando durante il gioco giungono alla tomba di Edmund; l'altra il giorno successivo, quando Kate affronta Anthony per aver ferito i sentimenti di Edwina: infatti la sera prima Anthony fa un discorso che sembra preannunciare una proposta di matrimonio alla ragazza, ma svia all'ultimo momento, gettando Edwina nello sconforto poiché pensa di aver fatto qualcosa di sbagliato. Il dolore della giovane provoca la reazione di Kate; durante il litigio verrà punta incidentalmente da un'ape scatenando il panico in Anthony, che nel pathos del momento arriva quasi a baciarla.
Lady Featherington progetta di far sposare al nuovo Lord Featherington la sua figlia più grande, ma lui preferisce riservare le sue attenzioni a Cressida Cowper, una ragazza piuttosto altezzosa, ma molto bella, amica di famiglia.

## Vittoria
- Titolo originale: Victory
- Diretto da: Alex Pillai
- Scritto da: Chris Van Dusen e Jess Brownell

### Trama
Ad Aubrey Hall si tiene un ballo dove partecipano tutte le famiglie più importanti. Edwina, convinta che il visconte non le abbia fatto la proposta a causa dell'ostilità di Kate, cerca di farli socializzare, ignorando l'imbarazzo che c'è tra loro a causa del mancato bacio. Kate viene pertanto invitata, anche se donna, a una battuta di caccia e la situazione non fa che aumentare la vicinanza emotiva dei due. Colin va a trovare Marina, che nel frattempo ha partorito due gemelli: il giovane vuole scusarsi per ciò che le ha detto l'ultima volta che si sono visti, ma la giovane gli dice di dimenticare il passato. Eloise, dal carattere emancipato e molto intelligente, mal sopporta il ruolo che la società impone alle giovani donne di buona famiglia e offende un giovane invitato che stava ballando con lei. Lady Featherington cerca in tutti i modi di distogliere le attenzioni di Lord Featherington da Cressida in favore della figlia Prudence, e con l'inganno crea una situazione compromettente in modo da costringere il giovane a sposare la ragazza. Penelope affronta la sorella facendole notare la scorrettezza e le dice che se Lady Whistledown scrivesse ciò che è successo, la famiglia sarebbe coperta di vergogna; Prudence, sempre molto sprezzante con Penelope e ignorando che la sorellina sia Lady Whistledown, le dice che tanto la scrittrice non sa come siano andate le cose veramente. Lord Featherington affronta la futura suocera, rivelando che i suoi maneggi avranno un esito infausto: lui ha fatto solo credere di essere ricco e gli intrighi della donna hanno solo assicurato a tutti un futuro di povertà. Anche Daphne sorprende Anthony e Kate in una situazione compromettente, ma tace. Anthony, pur provando attrazione per Kate, chiede ad Edwina di sposarlo e lei accetta.

## Un misero destino
- Titolo originale: An Unthinkable Fate
- Diretto da: Tom Verica
- Scritto da: Abby McDonald

### Trama
Iniziano i preparativi per il matrimonio tra Anthony e Edwina, così come quelli tra Prudence e Jack Featherington. Penelope, che nei panni di Lady Whistledown aveva in precedenza favorito con un commento la modista Madame Delacroix, viene ricattata da quest'ultima: altra pubblicità positiva in cambio del suo silenzio. Per il fidanzamento di Anthony arrivano per una cena da Lady Danbury gli Sheffield, genitori di Lady Mary e nonni di Edwina. I due non vedono di buon occhio la figlia e, durante la cena, insultano lei e Kate. Anthony le difende cacciando la coppia dalla casa e i due allora affermano che la loro eredità non andrà ad Edwina, malgrado il patto fatto con Kate. Edwina e Mary ne rimangono scosse perché erano all'oscuro di tutto e Anthony si sente tradito, tanto che vuole sciogliere il fidanzamento, seppur senza danneggiare la reputazione di Edwina, che riconosce essere all'oscuro dei maneggi di Kate. Kate e Anthony litigano al riguardo, e il giovane confessa a Kate la sua ossessione per lei. Eloise partecipa di nascosto a una riunione sulla parità dei diritti delle donne e incontra ancora il garzone che lavora alla stamperia di Lady Whistledown, Theo Sharpe. Benedict inizia a frequentare le lezioni all'Accademia e conosce una donna che, in cambio del permesso di frequentare le lezioni, posa come modella. Lady Featherington cerca di convincere Jack a prendere i soldi che alcuni nobili vogliono investire nelle sue miniere, anche se l'uomo non vuole perché sa che li imbroglierebbe, visto che le miniere sono esaurite.

## La scelta
- Titolo originale: The Choice
- Diretto da: Tom Verica
- Scritto da: Lou-Lou Igbokwe

### Trama
Giunge il giorno delle nozze tra Edwina e Anthony e la cerimonia è patrocinata da Sua Maestà: infatti la Regina desidera sfruttare l'occasione per indagare sull'identità di Lady Whistledown. Daphne affronta Anthony riguardo ai sentimenti del fratello nei confronti di una fanciulla che però non è la sposa. Durante la cerimonia Anthony col suo comportamento fa capire a Edwina che è innamorato della sorella e la ragazza fugge dalla chiesa; Edwina fa una scenata a Kate, accusandola di averla manipolata. Lo scandalo è enorme, tanto quanto lo sdegno della Regina, che teme sia il giudizio della società, che quello di Lady Whistledown, incolpando Lady Danbury di averle raccomandato una famiglia poco rispettabile e di averla indotta a scegliere il Diamante della Stagione sbagliato. Mentre Edwina sta parlando alla Regina cercando di rimediare all'imbarazzo suscitato, irrompe nella stanza il Re, che viene tenuto nascosto a causa della sua malattia mentale, e inizia a straparlare; Edwina interviene, calmandolo e impressionando positivamente la Regina. Edwina decide di non sposare Anthony perché sa che non avrà mai l'amore del marito e affronta i due innamorati per comunicare la sua decisione.
Lady Featherington continua i suoi intrighi col cugino Jack per indurre i nobili a fare investimenti nelle miniere fallimentari della famiglia, ma Will Mondrich (personaggio comparso nella prima stagione, un amico ex pugile del marito di Daphne) ha dei sospetti.
Colin si rende conto che Penelope gli vuole bene, anche se non capisce la portata dei sentimenti della ragazza, mentre Eloise è sempre più affascinata da Theo Sharpe.
Alla fine della giornata la Regina riceve un rapporto sull'identità di Lady Whistledown.
Anthony e Kate, finalmente, si scambiano un bacio appassionato.

## Armonia
- Titolo originale: Harmony
- Diretto da: Cheryl Dunye
- Scritto da: Oliver Goldstick

### Trama
Per cercare di placare lo scandalo, sia i Bridgerton che le Sharma si mostrano in pubblico come se niente fosse, ma i membri della buona società li evitano come fossero dei paria. Le due famiglie allora decidono di organizzare un ballo a cui, però, nessuno si presenta. La Regina Charlotte fa in modo di incontrare Eloise, accusandola di avere le prove che lei è Lady Whistledown; le dà tre giorni di tempo per confessare pubblicamente, altrimenti la svergognerà in un modo tale che lo scandalo del mancato matrimonio del fratello le sembrerà una bazzecola. La minaccia getta la fanciulla nel panico, poiché lei non è la fantomatica scrittrice e non sa come convincere Sua Maestà del contrario. Penelope, saputa la cosa, cerca di porvi rimedio chiedendo l'aiuto di Madame Delacroix che le suggerisce di scrivere male di Eloise. Quest'ultima dice a Penelope che confesserà di essere la scrittrice, promettendo vendetta nei confronti della vera Lady Whistledown per averle rovinato la vita. Lady Whistledown pubblica la notizia che Eloise è stata vista frequentare, senza chaperon, ambienti "radicali" e in particolare un giovane garzone. Edwina non riesce a perdonare Kate, che litiga successivamente con Anthony: sono entrambi frustrati dai sentimenti che provano e finiscono per passare la notte insieme. Il giorno dopo Anthony decide di chiedere la mano di Kate, che però è fuggita a cavallo; durante la corsa, cade. Anthony, che nel frattempo l'ha raggiunta, la soccorre ma lei è priva di sensi.
Lord Featherington vuole convincere Colin Bridgerton a investire nelle sue miniere e intanto ricatta Will Mondrich, che lo sta osteggiando pubblicamente, rivelandogli che ha le prove che l'ex pugile abbia perso di proposito un incontro.

## Il visconte che mi amava
- Titolo originale: The Viscount Who Loved Me
- Diretto da: Cheryl Dunye
- Scritto da: Jess Brownell

### Trama
Kate è a letto priva di conoscenza da una settimana mentre Anthony, sentendosi in colpa per quanto le è accaduto, rifiuta di andarla a trovare. Eloise è segregata in casa per via di ciò che ha scritto Lady Whistledown e i Bridgerton vengono ancora più emarginati dalla buona società. Theo Sharpe contatta la ragazza: dato che la scrittrice non fa più stampare da loro, il giovane si sente libero di rivelare le poche cose che sa, e ciò porta Eloise da Madame Delacroix. Qui incontra Penelope, che le intima di smetterla di indagare su Lady Whistledown. Will Mondrich rivela a Colin che Lord Featherington è un truffatore, ma il ragazzo non gli crede. I Featherington decidono di dare un sontuoso ballo per simulare la loro finta ricchezza; Jack cerca di convincere Portia a fuggire in America, mostrandole delle attenzioni di tipo romantico: la fuga si renderebbe necessaria perché i finanziatori iniziano a chiedere conto dei loro investimenti. Kate si sveglia e Anthony va da lei e le chiede di sposarlo, ma la giovane rifiuta. Benedict viene a sapere che è stato ammesso all'Accademia in seguito a una generosa donazione da parte del fratello Anthony e decide di lasciare la scuola. Arriva la sera del ballo, e sarà un evento ricco di rivelazioni per molti: Colin affronta Jack in privato rivelandogli che sa che è un truffatore; Kate, incoraggiata da Edwina, parla con Anthony e i due decidono di sposarsi; Eloise scopre che Penelope è Lady Whistledown e le due hanno un duro confronto. Portia congeda in malo modo Lord Featherington, che scopre che la donna ha architettato tutto per uscire pulita dai loro intrighi, scaricando su di lui tutto il discredito che deriverà dai suoi malaffari. Penelope, già col cuore infranto a causa della fine dell'amicizia con Eloise, sente Colin denigrarla con altri giovanotti. La serata si conclude con Penelope che riprende in mano la penna e riprende a scrivere.
La stagione si conclude con un salto temporale di 6 mesi, in cui si vedono Anthony e Kate, dopo la luna di miele, felicemente sposati e innamorati, in procinto di giocare una partita di pall mall insieme al resto della famiglia Bridgerton. 